# 大穎稻
大穎稻（学名：Oryza grandiglumis）又称大护颖稻，为禾本科稻属下的一个种。